# FireFTP
A FireFTP a Mozilla Firefox egy platformfüggetlen kiegészítője (plugin), teljes értékű kétpaneles FTP-kliens, ami átlagos felhasználásra tökéletesen elegendő. A Firefox egy böngészőfülén működik. A baloldali panelen a mi gépünk, a jobb oldalin pedig a beállított FTP-kiszolgálók mappái és állományai érhetők el. Mindkét panelen van egy fastruktúra és egy állománylista is.
Beépül a SeaMonkey és a Pale Moon böngészőbe is.